# Rousskoe slovo (journal)
Pour les articles homonymes, voir Rousskoe slovo (revue).

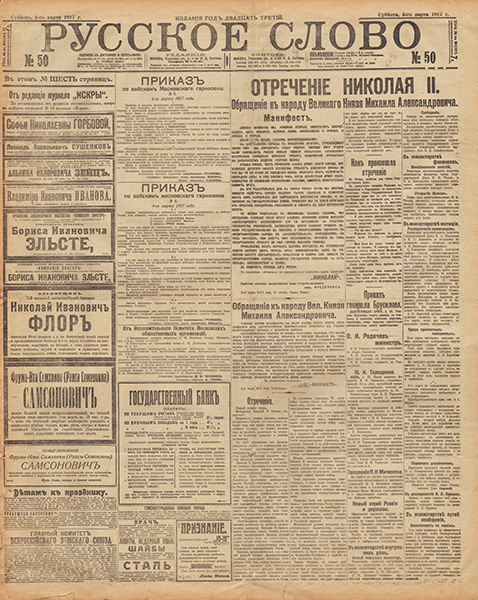
Journal «Русское слово», 1917, n° 50, page de couverture.

Rousskoïe slovo (en russe : Ру́сское сло́во, le « Mot russe ») est un journal quotidien, bon marché, de l'Empire russe qui ne doit pas être confondu avec la revue du même nom qui parut au début du règne d'Alexandre II.
Créé en 1895 par Ivan Sytine, il paraît à Moscou jusqu'en 1918. Son premier rédacteur-en-chef était le journaliste Anatoli Alexandrov (1861-1930). Il lance un supplément illustré hebdomadaire à partir de 1901, Iskry.